# 永州 (辽朝)
永州，中国辽朝时设置的州。
辽景宗乾亨三年（981年），辽国设置永州，永昌军观察使。下辖长宁县（治所，今内蒙古翁牛特旗东北250里），辽兴宗重熙元年（1032年），废除义州，设置义丰县、慈仁县归属永州。金太祖天辅四年（1120年）金国攻克，七年（1123年）为节度使。金熙宗皇统三年（1143年）废除永州，地入临潢府。